# Сребреница
Сре́бреница (сербохорв. Сребреница / Srebrenica) — город в Республике Сербской (Босния и Герцеговина). Центр одноимённой общины. Представляет собой небольшой шахтёрский населённый пункт. Основу экономики составляет добыча полезных ископаемых и сельское хозяйство. Известен прежде всего как место ожесточённых боёв в ходе Боснийской войны 1992—1995, включая один из наиболее трагических её эпизодов — массовое убийство мусульман 11—13 июля 1995, широко признаваемое как случай геноцида.

## География
Сребреница расположена в горной местности Сусица в восточной части Боснии. Город лежит в долине реки Крлевица (Krljevica) на высоте 448 метров над уровнем моря, на расстоянии около 160 км от Сараево и около 120 км от Тузлы. Граничит с общиной Баина-Башта в Сербии.

## Население
Численность населения города по переписи 2013 года составила 2607 человек, общины — 15 242 человека.
По переписи 1991 года.
| Община                   | Город                   |
| ------------------------ | ----------------------- |
| Сербы 8315 (22.67 %)     | Сербы 1632 (28.4 %)     |
| Боснийцы 27572 (75.19 %) | Боснийцы 3673 (63.92 %) |
| Югославы 380 (1.03 %)    | Югославы 328 (5.7 %)    |
| Хорваты 38 (0.1 %)       | Хорваты 34 (0.59 %)     |
| Другие 361 (1.01 %)      | Другие 79 (1.39 %)      |

## История
В районе Сребреницы открыты следы жизни с древних времён, что было обусловлено выгодным географическим положением и богатыми залежами руд серебра. Первые исторические записи о поселениях на месте современной Сребреницы оставили римляне, которые основали здесь горную колонию Домавия (Domavium, Domavia) и занимались добычей серебра. На протяжении истории Сребреница сменила несколько названий, таких как Аргентария (Argentaria), Аргентум (Argentum), то есть серебро.

### Средние века
Сребреница упоминается в 1378 году как крупный центр рудного дела. Получила своё имя по серебряным рудникам, находившимся в её окрестностях. В средние века серебряные рудники Сребреницы были яблоком раздора между боснийскими, сербскими, а также венгерскими феодалами.
В 1463 году Сребреница и большая часть Боснии попадает под власть Османской империи. Эта власть укрепилась на века с разгромом Венгрии в Мохачской битве 29 августа 1526 года.
Во времена правления турок активно развивался нижний город в районе крепости.
Позднее серебряные рудники истощились и Сребреница стала приходить в упадок.
Дополнительной проблемой стал рост этнической напряжённости в отношениях между боснийскими мусульманами и сербскими христианами.

### XX век
Во время Первой мировой войны здесь развернулись кровопролитные бои между австрийскими войсками и сербами.
После окончания войны община, как и вся Босния, вошла в состав Королевства сербов, хорватов и словенцев
До Второй мировой войны сербы составляли большинство. После провозглашения нацистами «Независимого Хорватского государства» и подчинения ему Боснии усташи осуществляли политику террора против сербского населения края.

### Война в Боснии (1992—1995)

#### 1992
С начала войны в Боснии и Герцеговине (1992—1995) лояльная правительству Республики Босния и Герцеговина Сребреница стала одним из плацдармов боснийских мусульман. 19 апреля 1992 Сребреницу заняли войска боснийских сербов. В мае 1992 её опять взяли боснийцы, и город оставался под их контролем до 1995. Мусульмане устраивали засады на дорогах, пролегающих вблизи анклава. В сентябре 1992 люди бывшего полицейского Насера Орича захватили и вырезали сербское село Подраванье. Мусульманам удалось объединить анклав Жепа со Сребреницей.

#### 1993
Жепа составляла часть единого со Сребреницей анклава, но в конце марта 1993 Войско Республики Сербской (ВРС) перерезало коридор между ними. Резолюцией 824 Совета безопасности ООН от 6 мая 1993 Сребреница была объявлена демилитаризованной зоной под защитой ООН. Тогда сербское командование решило ликвидировать Жепский анклав (речь также шла о безопасности штаб-квартиры ВРС в Хан Пьесаке). Для наступления на Жепу сербы сформировали отряд в 2000 бойцов под командованием подполковника Радислава Крстича.
Используя условия местности, мусульмане несколько дней сдерживали атаки сербов. 6 мая оборона бошняков рухнула. В этот момент военно-политическое руководство Жепы обратилось за помощью к мировому сообществу. ООН провозгласило Жепу, как ранее Сребреницу, «зоной безопасности». 8 мая генерал Ратко Младич согласился на размещение в анклаве контингента наблюдателей, полагая, что мусульманский гарнизон будет разоружён и Жепский анклав нейтрализован.

#### 1995
Армия боснийских сербов под командованием генерала Ратко Младича напала на Сребреницу 6 июля 1995 и за пять дней полностью заняла город. Около 30 тыс. женщин и детей были депортированы из города.
Международным трибуналом по бывшей Югославии и Международным Судом ООН установлено, что в июле 1995 свыше 8000 боснийцев-мусульман было убито сербскими карательными подразделениями под руководством генерала Ратко Младича. Защита генерала утверждала, что мусульмане первые проявили насилие по отношению к сербам в городе, но международным судом это не было рассмотрено, а обращение фактически проигнорировано. Точное количество жертв Сребренской резни невозможно установить.

## Населённые пункты общины
Бабулице, Байрамовичи, Беширевичи, Блажиевичи, Бостаховине, Божичи, Браковци, Брезовице, Брежани, Бучиновичи, Бучье, Буяковичи, Црвица, Чичевци, Димничи, Добрак, Дони-Поточари, Фойхар, Гай, Гладовичи, Годжевичи, Горни Поточари, Гостиль, Калиманичи, Карачичи, Клотиевац, Костоломци, Крничи, Крушев-До, Кутузеро, Лиешче, Ликари, Липовац, Лука, Лесковик, Мала Далегошта, Мече, Михолевине, Милачевичи, Мочевичи, Ногачевичи, Обади, Опетци, Ораховица, Осатица, Осмаче, Осредак, Пале, Палеж, Печи, Печишта, Петрича, Подгай, Подосое, Подравно, Постоле, Познановичи, Прибидоли, Прибоевичи, Прохичи, Пусмуличи, Радошевичи, Радовчичи, Радженовичи, Ратковичи, Сасе, Скелани, Скендеровичи, Слатина, Сребреница, Староглавице, Сутеска, Сулице, Шубин, Токолак, Топлица, Урисичи, Велика Дачегошта, Виогор, Жабоквица и Жеданьско.

## Памятники
Сегодня многие средневековые памятники находятся в окрестностях Сребреницы, в том числе Доньи и Горньи Сребреник (Donji, Gornji Srebrenik), Джурдевац (Đurđevac), Цубина (Cubina), наряду с 43 различными местами и более чем 815 некрополей с подлинными боснийскими надгробиями называемые «stecak».

## Курорт
Вблизи Сребреницы на высоте 560 метров над уровнем моря находится Губер, самый известный курорт Сребреницы. Путь до курорта Губер украшают великолепные хвойные и лиственные леса.
В непосредственной близости от Губера находятся минеральные воды Сребреницы, знаменитые во всём регионе за их целебные свойства. Наиболее известен источник Црни Губер (Чёрный Губер), вода питьевая здесь постоянно держится на температуре 12,4 градусов по Цельсию, а эксперты утверждают, что здесь можно вылечиться от многих заболеваний. Минеральные источники содержат железо, медь, кобальт, никель и марганец. Особенно часто здесь лечат такие недуги, как недостаток железа, утомление, усталость, болезни кожи, ревматизм, рассеянный склероз и т. д. Ежедневное потребление воды из Црни Губер рекомендуется только под наблюдением врача.

## Галерея

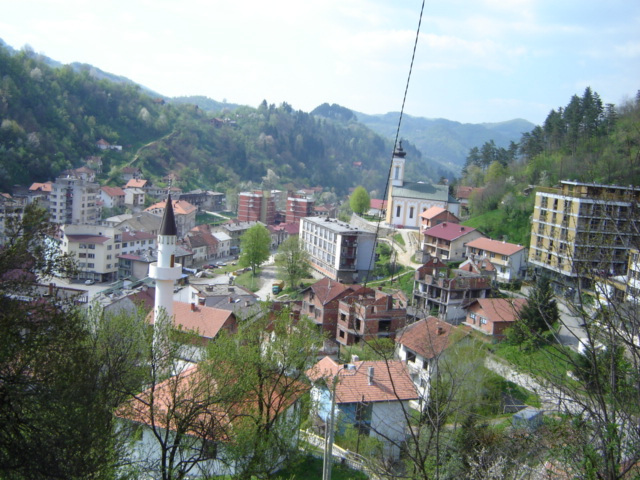
Панорама Сребреницы
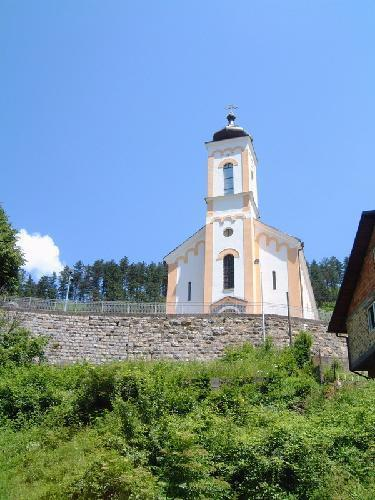
Православная церковь
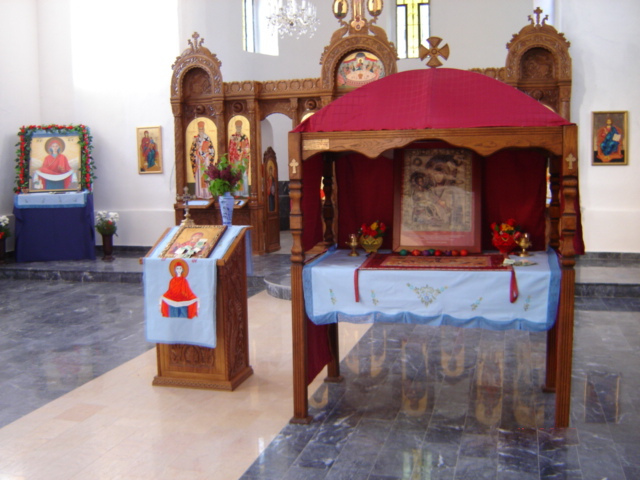
Интерьер православной церкви
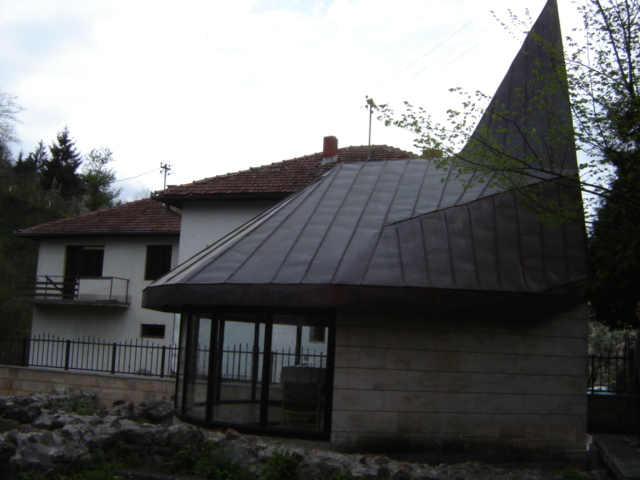
Францисканская католическая часовня
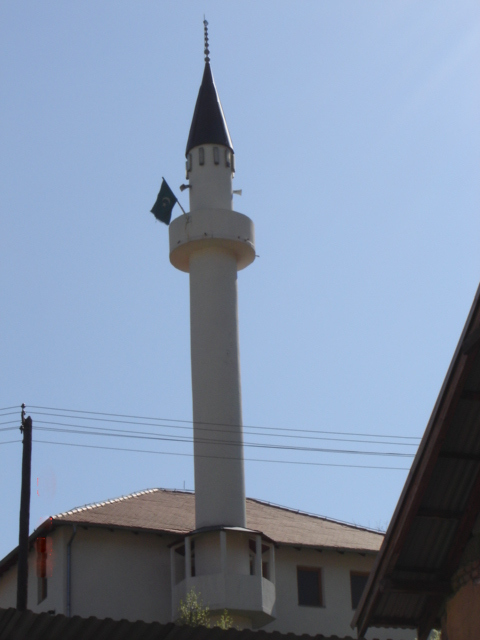
Белая Мечеть, построенная с малайзийским финансированием
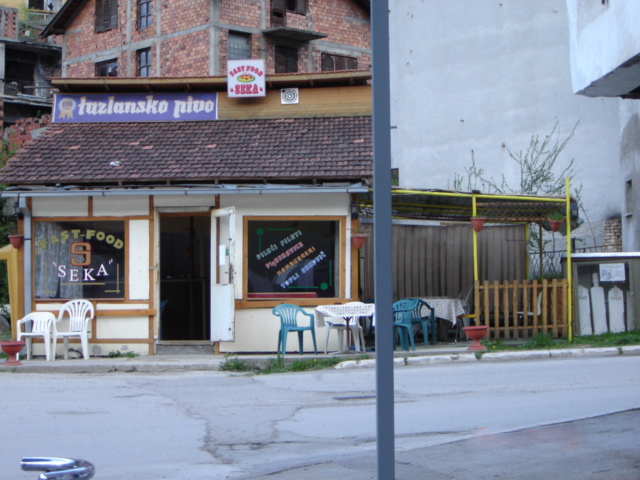
Фаст-фуд Сека, на месте мечети до 1990-х годов (надгробия справа)
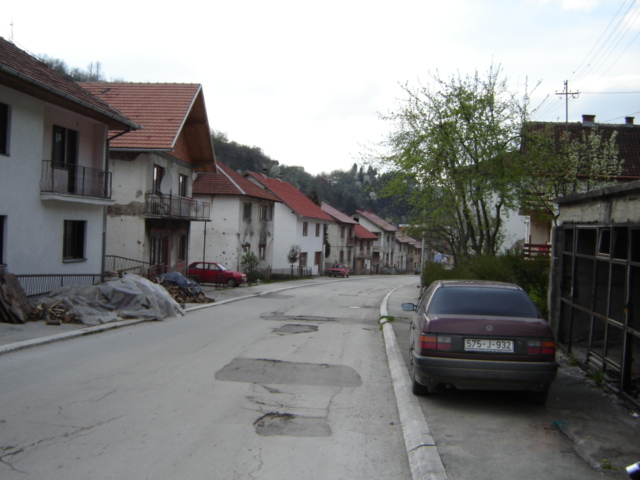
Главная дорога к западу
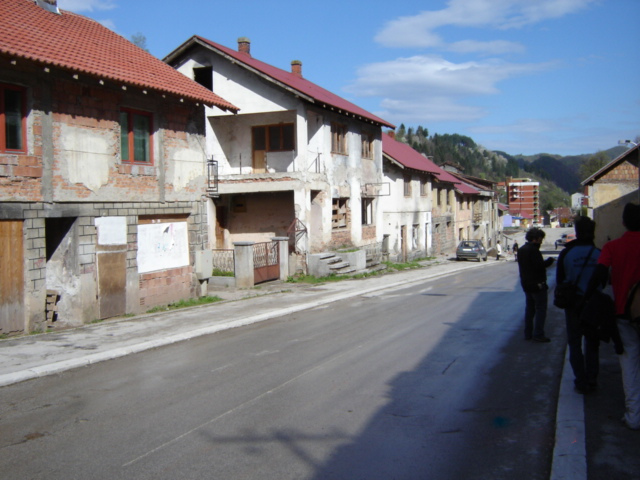
Главная дорога с запада к центру
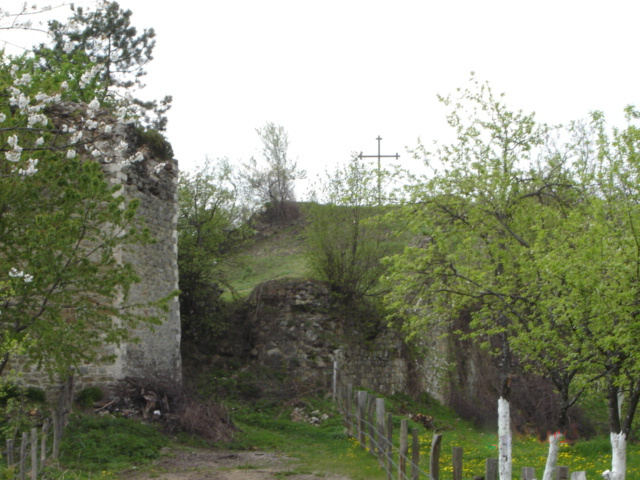
Старый город (Stari Grad)
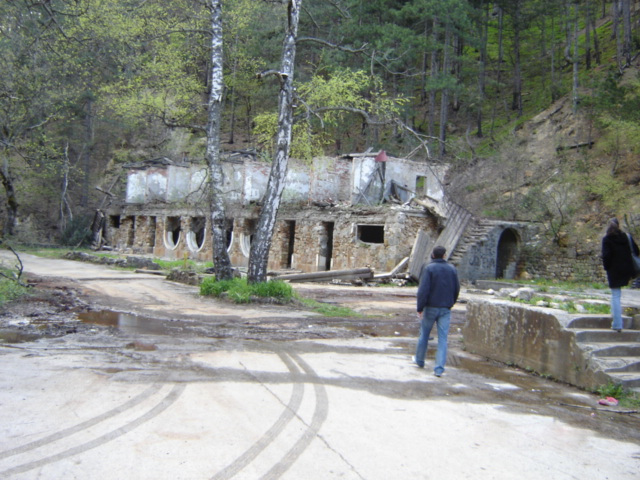
Руины термального центра Гора Губер
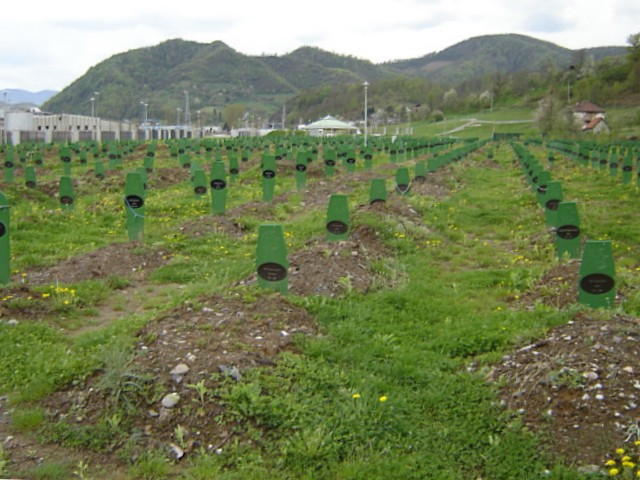
Мусульманское кладбище-мемориал